# خورشیدگرفتگی ۱۳ آوریل ۱۸۰۱
خورشیدگرفتگی ۱۳ آوریل ۱۸۰۱ (به انگلیسی: Solar eclipse of 13 April 1801) یک خورشیدگرفتگی از نوع خورشیدگرفتگی جزئی است. این خورشیدگرفتگی در تاریخ ۱۳ آوریل ۱۸۰۱ روی داد که زمان اوج آن، ساعت ۴:۰۸:۰۶ به‌وقت ساعت هماهنگ جهانی بوده‌است.